# Região Ártica da América do Norte

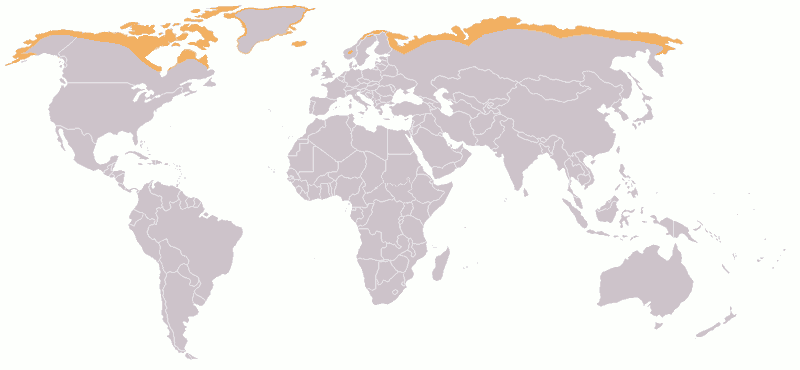
Localização do Ártico no norte do continente americano

A Região Ártica da América do Norte compreende as porções norte do Alasca (Estados Unidos), Yukon, Territórios do Noroeste, Nunavut e Quebec no Canadá e Groenlândia (território autónomo da Dinamarca). Grandes corpos de água circundam a região como o Oceano Ártico, Baía de Hudson, Golfo do Alasca e Oceano Atlântico Norte. O limite oeste é a Península de Seward e o Estreito de Bering. O limite sul é o Círculo Polar Ártico nas latitudes 66° 33'N que é o limite aproximado do sol da meia-noite e as noites polares.

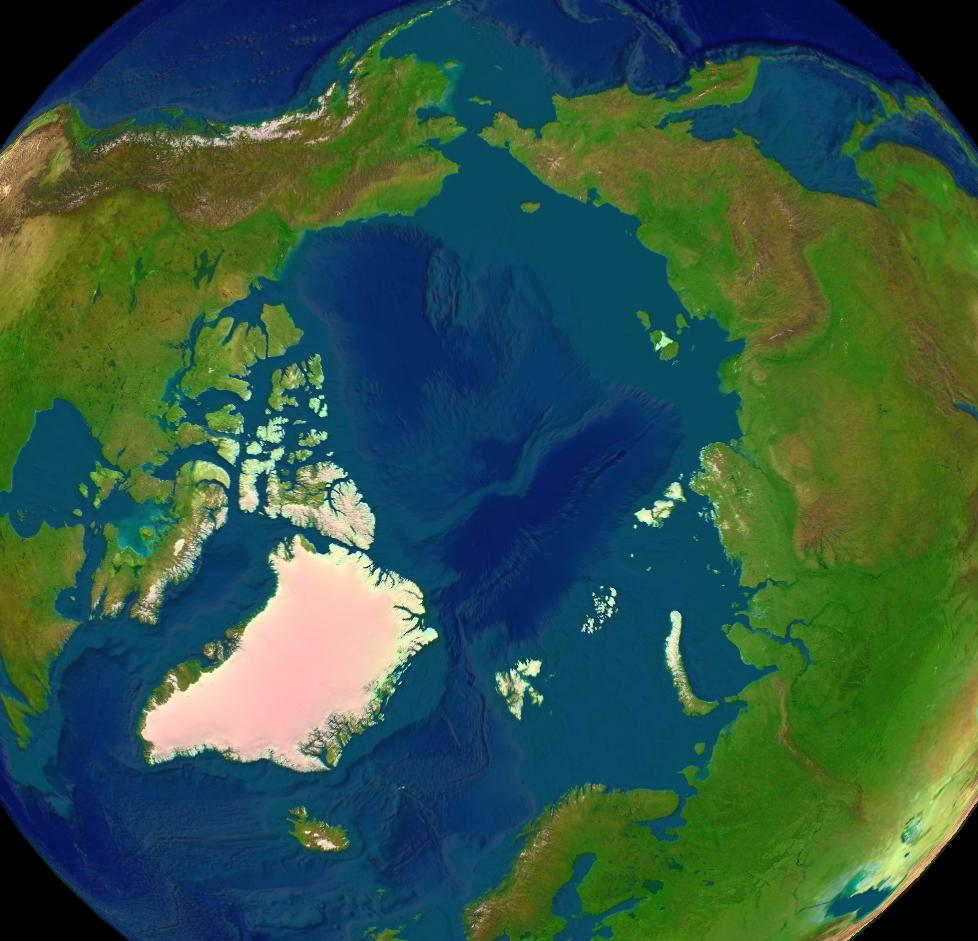
Vista de Satélite do Ártico da América do Norte

A região é definida pelos limites de temperatura quando a média do mês mais quente (Julho) é sempre abaixo dos 10°C. O limite de vegetação atinge até a borda do Círculo Polar Ártico, onde há taiga, e tundra, vegetação rasteira composta principalmente por musgos e líquens.

## Terras

### Estados Unidos
- Alasca- Ilhas Aleutas

### Canadá
- Yukon
- Nunavut
- Territórios do Noroeste
- Arquipélago Ártico Canadense
- Quebec
- Ilhas Diomedes

### Dinamarca
- Groenlândia